# Palacio Erizzo (Cannaregio)
El palacio Molin Erizzo o  palacio Erizzo alla Maddalena es un edificio histórico italiano, situado en el sestiere de Cannaregio en Venecia, frente al Gran Canal entre el palacio Marcello y el palacio Soranzo Piovene.

## Historia
La construcción donde se encuentra el actual edificio fue adquirida en 1454 por Bernardo Molin, propietario del palacio Marcello. Poco después de la compra debieron de comenzar las obras de reforma, que aumentaron la altura y modernizaron la fachada al estilo de moda en la segunda mitad del siglo XV. 
Pasó en 1650 a manos de los Erizzo, tras el matrimonio entre Jacopo Erizzo y Cecilia Molin. 
El edificio ha sido objeto de numerosas reformas que han modificado fundamentalmente la planta baja y el entresuelo.

## Descripción
La fachada presenta una ejecución claramente gótica.
La mayor parte de las ventanas son de arco apuntado, entre las que destaca la ventana múltiple de cinco huecos en la planta noble situada en la mitad izquierda. Esta planta principal está decorada con obras del siglo XVII, entre las cuales, las más importantes son las del pintor barroco Andrea Celesti, que describen la gesta de Paolo Erizzo,  portador o alguacil y capitán de Negroponte que, según describió Marco Antonio Cocio Sabelico, entre otros, fue despedazado vivo en dos mitades por los turcos el 12 de julio de 1470.